# Mary Sears
Mary Jane Sears (* 10. Mai 1939 in Portsmouth, Virginia) ist eine ehemalige US-amerikanische Schwimmerin und olympische Bronzemedaillengewinnerin von 1956.
Sears nahm an den Olympischen Spielen 1956 in Melbourne teil. Beim Wettbewerb über 100 Meter Schmetterling gewann sie die Bronzemedaille hinter Shelley Mann und Nancy Ramey. Beim Wettbewerb über 200 Meter Brust belegte sie den 7. Platz.
1955 gewann sie eine Goldmedaille (4 × 100 m Lagen, zusammen mit Coralie O’Connor, Betty Brey und Wanda Werner) und eine Silbermedaille (200 m Brust) bei den Panamerikanischen Spielen in Mexiko-Stadt.
Ihr Neffe ist der Schauspieler Teddy Sears (* 1977).